# Oneirodes flagellifer
Oneirodes flagellifer es una especie de pez del género Oneirodes, familia Oneirodidae, orden Lophiiformes. Fue descrita científicamente por Regan & Trewavas en 1932.
Especie inofensiva para el ser humano. Puede alcanzar los 3800 metros de profundidad.

## Descripción
Su longitud estándar es de 7,0 centímetros.

## Distribución
Se distribuye por el Pacífico indo-occidental.